# Primera División de Chile 1996
Primera División de Chile 1996 var den chilenska högstaligan i fotboll för herrar för säsongen 1996, som slutade med att Colo-Colo vann för tjugonde gången.

## Kvalificering för internationella turneringar
- Copa Libertadores 1997
  - Vinnaren av Primera División: Colo-Colo
  - Vinnaren av Liguilla Pre-Libertadores: Universidad Católica

## Sluttabell
| Plac. | Lag                  | S  | V  | O  | F  | GM | IM | MSK | Poäng |
| ----- | -------------------- | -- | -- | -- | -- | -- | -- | --- | ----- |
| 1     | Colo-Colo            | 30 | 19 | 6  | 5  | 62 | 24 | 38  | 63    |
| 2     | Universidad Católica | 30 | 17 | 8  | 5  | 70 | 40 | 30  | 59    |
| 3     | Cobreloa             | 30 | 15 | 6  | 9  | 58 | 44 | 14  | 51    |
| 4     | Audax Italiano       | 30 | 14 | 9  | 7  | 51 | 38 | 13  | 51    |
| 5     | Universidad de Chile | 30 | 13 | 8  | 9  | 49 | 42 | 7   | 47    |
| 6     | Provincial Osorno    | 30 | 11 | 10 | 9  | 54 | 40 | 14  | 43    |
| 7     | Antofagasta          | 30 | 12 | 7  | 11 | 47 | 46 | 1   | 43    |
| 8     | Unión Española       | 30 | 11 | 7  | 12 | 43 | 47 | -4  | 40    |
| 9     | Coquimbo Unido       | 30 | 12 | 4  | 14 | 46 | 53 | -7  | 40    |
| 10    | Deportes Concepción  | 30 | 8  | 15 | 7  | 44 | 53 | -9  | 39    |
| 11    | Santiago Wanderers   | 30 | 10 | 7  | 13 | 49 | 57 | -8  | 37    |
| 12    | Huachipato           | 30 | 8  | 11 | 11 | 42 | 46 | -4  | 35    |
| 13    | Palestino            | 30 | 8  | 9  | 13 | 40 | 53 | -13 | 33    |
| 14    | Deportes Temuco      | 30 | 8  | 4  | 18 | 35 | 55 | -20 | 28    |
| 15    | Regional Atacama     | 30 | 7  | 6  | 17 | 38 | 70 | -32 | 27    |
| 16    | O'Higgins            | 30 | 5  | 7  | 18 | 41 | 61 | -20 | 22    |

|  | Mästare och kvalificerade till Copa Libertadores 1997. |
|  | Kvalificerade till Liguilla Pre-Libertadores.          |
|  | Nedflyttningskval.                                     |
|  | Nedflyttad.                                            |

| Primera División Vinnare av Primera División 1996 |
| ------------------------------------------------- |
| Chile                                             |
| Colo-Colo 20:e titeln                             |

## Liguilla Pre-Libertadores
Lagen på plats 2 till 5 spelade ett playoff bestående två semifinaler och en final för att avgöra vilket lag som skulle bli det andra representationslaget i Copa Libertadores.